# 7e étape du Tour de France 2015
Pour un article plus général, voir Tour de France 2015.
La 7e étape du Tour de France 2015 s'est déroulée le vendredi 10 juillet 2015 entre Livarot et Fougères sur une distance de 190,5 kilomètres. Mark Cavendish l'emporte au sprint devant le maillot vert André Greipel et le maillot blanc Peter Sagan. Christopher Froome revêt le maillot jaune, après l'abandon de Tony Martin, tombé la veille.

## Parcours
Longue de 190,5 km, la septième étape du Tour de France 2015 relie Livarot, dans le Calvados à Fougères, sous-préfecture d'Ille-et-Vilaine. Son profil en fait l'une des étapes les plus favorables aux sprinters. Une seule côte, celle de Canapville (Calvados), apporte des points pour le classement du meilleur grimpeur, au kilomètre 12,50. Le sprint intermédiaire a lieu à Argentan (Orne), au kilomètre 65,50.

## Déroulement de la course
Pour la première fois depuis 1991, le maillot jaune Tony Martin ne prend pas le départ de l'étape en raison d'une chute, dans le final de l'étape de la veille ; en 2007, Michael Rasmussen avait été exclu pour infraction aux règles antidopage. C'est donc normalement au second du classement général, Christopher Froome, de porter le maillot jaune, mais ce dernier n'a pas tenu à revêtir le maillot jaune par respect pour Tony Martin.

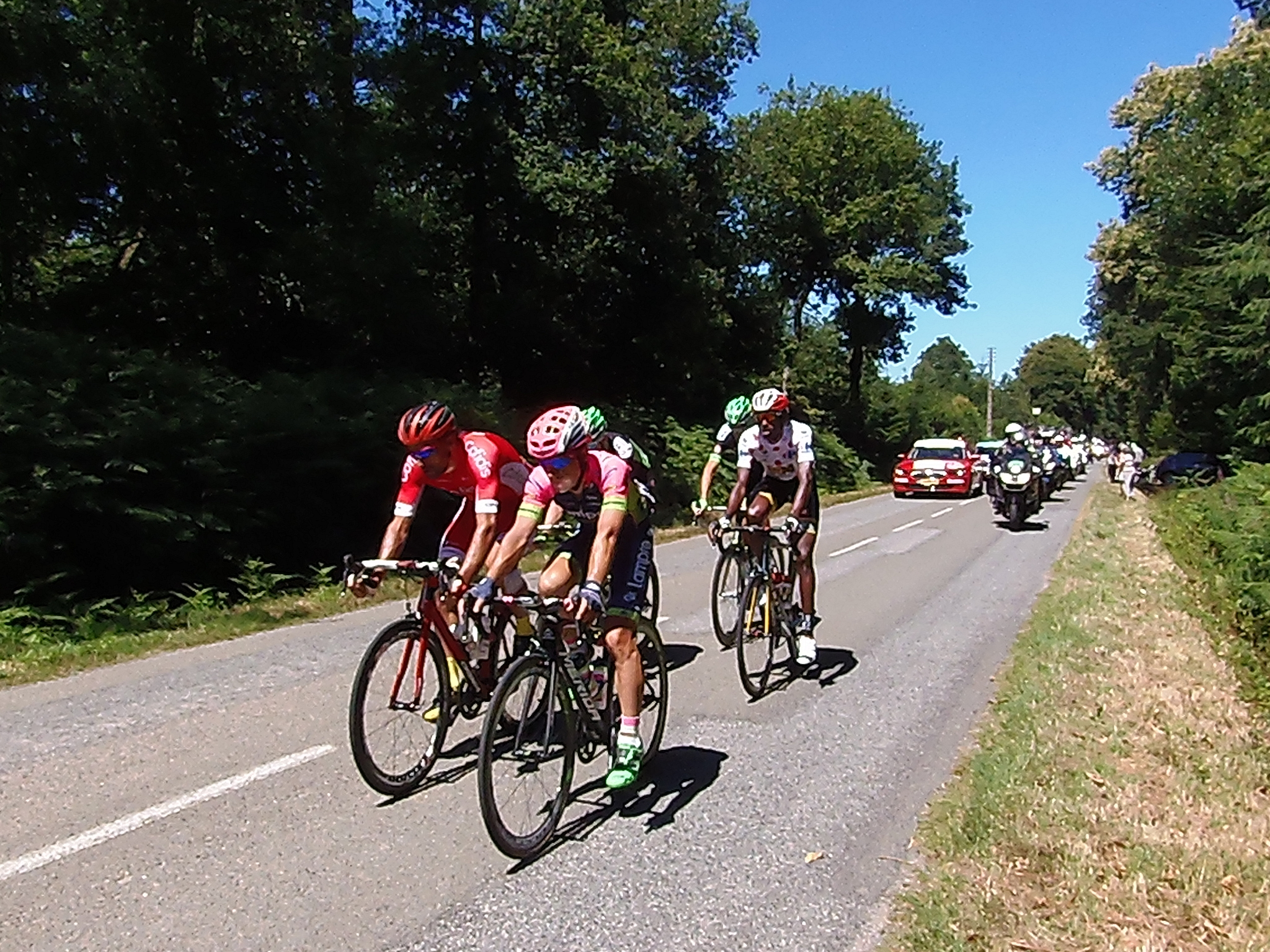
Les cinq échappés au km 104, entre Carrouges et Couptrain.

Dès les premiers kilomètres, cinq coureurs parviennent à s'échapper du peloton : Kristijan Đurasek, Luis Ángel Maté, Anthony Delaplace, Brice Feillu et le nouveau maillot à pois Daniel Teklehaimanot. Celui-ci est le premier coureur d’Afrique noire à porter un maillot distinctif sur le Tour de France. Les échappés vont compter jusqu'à 4 minutes d'avance sur le peloton. À 31 km de l'arrivée Daniel Teklehaimanot est repris mais il a pu consolider son maillot à pois en récupérant le seul point attribué au classement de la montagne au sommet de la côte de Canapville à 13 km du départ. À 14 km de l'arrivée, Kristijan Đurasek et Anthony Delaplace sont repris, puis à 11 km de l'arrivée c'est au tour des deux derniers échappés, Brice Feillu et Luis Ángel Maté, d'être rattrapés.
À nouveau l'étape se finit au sprint. Mark Cavendish l'emporte pour son 26e succès sur le Tour de France, devant le maillot vert André Greipel et le maillot blanc Peter Sagan.

## Résultats

### Classement de l'étape
| Classement de la 7e étape | Classement de la 7e étape   | Classement de la 7e étape | Classement de la 7e étape | Classement de la 7e étape |
|                           | Coureur                     | Pays                      | Équipe                    | Temps                     |
| ------------------------- | --------------------------- | ------------------------- | ------------------------- | ------------------------- |
| 1er                       | Mark Cavendish              | Royaume-Uni               | Etixx-Quick Step          | en 4 h 27 min 25 s        |
| 2e                        | André Greipel               | Allemagne                 | Lotto-Soudal              | m.t                       |
| 3e                        | Peter Sagan                 | Slovaquie                 | Tinkoff-Saxo              | m.t                       |
| 4e                        | John Degenkolb              | Allemagne                 | Giant-Alpecin             | m.t                       |
| 5e                        | Alexander Kristoff          | Norvège                   | Katusha                   | m.t                       |
| 6e                        | Arnaud Démare               | France                    | FDJ                       | m.t                       |
| 7e                        | Tyler Farrar                | États-Unis                | MTN-Qhubeka               | m.t                       |
| 8e                        | Reinardt Janse van Rensburg | Afrique du Sud            | MTN-Qhubeka               | m.t                       |
| 9e                        | Davide Cimolai              | Italie                    | Lampre-Merida             | m.t                       |
| 10e                       | Sam Bennett                 | Irlande                   | Bora-Argon 18             | m.t                       |
| modifier                  |                             |                           |                           |                           |

### Points attribués
| Sprint intermédiaire Argentan (km 65,5) | Sprint intermédiaire Argentan (km 65,5) | Sprint intermédiaire Argentan (km 65,5) | Sprint intermédiaire Argentan (km 65,5) | Sprint intermédiaire Argentan (km 65,5) |
| --------------------------------------- | --------------------------------------- | --------------------------------------- | --------------------------------------- | --------------------------------------- |
|                                         | Coureur                                 | Pays                                    | Équipe                                  | Point(s)                                |
| 1er                                     | Luis Ángel Maté                         | Espagne                                 | Cofidis                                 | 20                                      |
| 2e                                      | Brice Feillu                            | France                                  | Bretagne-Séché Environnement            | 17                                      |
| 3e                                      | Anthony Delaplace                       | France                                  | Bretagne-Séché Environnement            | 15                                      |
| 4e                                      | Kristijan Đurasek                       | Croatie                                 | Lampre-Merida                           | 13                                      |
| 5e                                      | Daniel Teklehaimanot                    | Érythrée                                | MTN-Qhubeka                             | 11                                      |
| 6e                                      | John Degenkolb                          | Allemagne                               | Giant-Alpecin                           | 10                                      |
| 7e                                      | Peter Sagan                             | Slovaquie                               | Tinkoff-Saxo                            | 9                                       |
| 8e                                      | André Greipel                           | Allemagne                               | Lotto-Soudal                            | 8                                       |
| 9e                                      | Mark Cavendish                          | Royaume-Uni                             | Etixx-Quick Step                        | 7                                       |
| 10e                                     | Mark Renshaw                            | Australie                               | Etixx-Quick Step                        | 6                                       |
| 11e                                     | Bryan Coquard                           | France                                  | Europcar                                | 5                                       |
| 12e                                     | Ramon Sinkeldam                         | Pays-Bas                                | Giant-Alpecin                           | 4                                       |
| 13e                                     | Roy Curvers                             | Pays-Bas                                | Giant-Alpecin                           | 3                                       |
| 14e                                     | Marcel Sieberg                          | Allemagne                               | Lotto-Soudal                            | 2                                       |
| 15e                                     | Jens Debusschere                        | Belgique                                | Lotto-Soudal                            | 1                                       |
| modifier                                |                                         |                                         |                                         |                                         |

| Arrivée d'étape Fougères (km 190,5) | Arrivée d'étape Fougères (km 190,5) | Arrivée d'étape Fougères (km 190,5) | Arrivée d'étape Fougères (km 190,5) | Arrivée d'étape Fougères (km 190,5) |
| ----------------------------------- | ----------------------------------- | ----------------------------------- | ----------------------------------- | ----------------------------------- |
|                                     | Coureur                             | Pays                                | Équipe                              | Point(s)                            |
| 1er                                 | Mark Cavendish                      | Royaume-Uni                         | Etixx-Quick Step                    | 50                                  |
| 2e                                  | André Greipel                       | Allemagne                           | Lotto-Soudal                        | 30                                  |
| 3e                                  | Peter Sagan                         | Slovaquie                           | Tinkoff-Saxo                        | 20                                  |
| 4e                                  | John Degenkolb                      | Allemagne                           | Giant-Alpecin                       | 18                                  |
| 5e                                  | Alexander Kristoff                  | Norvège                             | Katusha                             | 16                                  |
| 6e                                  | Arnaud Démare                       | France                              | FDJ                                 | 14                                  |
| 7e                                  | Tyler Farrar                        | États-Unis                          | MTN-Qhubeka                         | 12                                  |
| 8e                                  | Reinardt Janse van Rensburg         | Afrique du Sud                      | MTN-Qhubeka                         | 10                                  |
| 9e                                  | Davide Cimolai                      | Italie                              | Lampre-Merida                       | 8                                   |
| 10e                                 | Sam Bennett                         | Irlande                             | Bora-Argon 18                       | 7                                   |
| 11e                                 | Ramūnas Navardauskas                | Lituanie                            | Cannondale-Garmin                   | 6                                   |
| 12e                                 | Bryan Coquard                       | France                              | Europcar                            | 5                                   |
| 13e                                 | Florian Vachon                      | France                              | Bretagne-Séché Environnement        | 4                                   |
| 14e                                 | Jacopo Guarnieri                    | Italie                              | Katusha                             | 3                                   |
| 15e                                 | Geoffrey Soupe                      | France                              | Cofidis                             | 2                                   |
| modifier                            |                                     |                                     |                                     |                                     |

| - Bonifications à l'arrivée \| \| Coureur \| Pays \| Équipe \| Secondes \| \| - \| -------------- \| ----------- \| ---------------- \| -------- \| \| 1 \| Mark Cavendish \| Royaume-Uni \| Etixx-Quick Step \| 10 s \| \| 2 \| André Greipel \| Allemagne \| Lotto-Soudal \| 6 s \| \| 3 \| Peter Sagan \| Slovaquie \| Tinkoff-Saxo \| 4 s \| |                |             |                  |          |
| | Coureur        | Pays        | Équipe           | Secondes |
| 1 | Mark Cavendish | Royaume-Uni | Etixx-Quick Step | 10 s     |
| 2 | André Greipel  | Allemagne   | Lotto-Soudal     | 6 s      |
| 3 | Peter Sagan    | Slovaquie   | Tinkoff-Saxo     | 4 s      |

### Cols et côtes
| \| Côte de Canapville (km 12,5) 4e catégorie \| Côte de Canapville (km 12,5) 4e catégorie \| Côte de Canapville (km 12,5) 4e catégorie \| Côte de Canapville (km 12,5) 4e catégorie \| Côte de Canapville (km 12,5) 4e catégorie \| \| ----------------------------------------- \| ----------------------------------------- \| ----------------------------------------- \| ----------------------------------------- \| ----------------------------------------- \| \| \| Coureur \| Pays \| Équipe \| Point(s) \| \| 1er \| Daniel Teklehaimanot \| Érythrée \| MTN-Qhubeka \| 1 \| \| modifier \| \| \| \| \| |                      |          |             |          |
| Côte de Canapville (km 12,5) 4e catégorie |                      |          |             |          |
| | Coureur              | Pays     | Équipe      | Point(s) |
| 1er | Daniel Teklehaimanot | Érythrée | MTN-Qhubeka | 1        |
| modifier |                      |          |             |          |

## Classements à l'issue de l'étape

### Classement général
| Classement général | Classement général | Classement général | Classement général | Classement général  |
|                    | Coureur            | Pays               | Équipe             | Temps               |
| ------------------ | ------------------ | ------------------ | ------------------ | ------------------- |
| 1er                | Christopher Froome | Royaume-Uni        | Sky                | en 26 h 40 min 51 s |
| 2e                 | Peter Sagan        | Slovaquie          | Tinkoff-Saxo       | + 11 s              |
| 3e                 | Tejay van Garderen | États-Unis         | BMC Racing         | + 13 s              |
| 4e                 | Tony Gallopin      | France             | Lotto-Soudal       | + 26 s              |
| 5e                 | Greg Van Avermaet  | Belgique           | BMC Racing         | + 28 s              |
| 6e                 | Rigoberto Urán     | Colombie           | Etixx-Quick Step   | + 34 s              |
| 7e                 | Alberto Contador   | Espagne            | Tinkoff-Saxo       | + 36 s              |
| 8e                 | Zdeněk Štybar      | Tchéquie           | Etixx-Quick Step   | + 52 s              |
| 9e                 | Geraint Thomas     | Royaume-Uni        | Sky                | + 1 min 3 s         |
| 10e                | Warren Barguil     | France             | Giant-Alpecin      | + 1 min 7 s         |
| modifier           |                    |                    |                    |                     |

### Classement par points
| Classement par points | Classement par points | Classement par points | Classement par points | Classement par points |
| --------------------- | --------------------- | --------------------- | --------------------- | --------------------- |
|                       | Coureur               | Pays                  | Équipe                | Point(s)              |
| 1er                   | André Greipel         | Allemagne             | Lotto-Soudal          | 199 points            |
| 2e                    | Peter Sagan           | Slovaquie             | Tinkoff-Saxo          | 187 pts               |
| 3e                    | Mark Cavendish        | Royaume-Uni           | Etixx-Quick Step      | 151 pts               |
| 4e                    | John Degenkolb        | Allemagne             | Giant-Alpecin         | 148 pts               |
| 5e                    | Bryan Coquard         | France                | Europcar              | 96 pts                |
| 6e                    | Zdeněk Štybar         | Tchéquie              | Etixx-Quick Step      | 63 pts                |
| 7e                    | Greg Van Avermaet     | Belgique              | BMC Racing            | 58 pts                |
| 8e                    | Alexander Kristoff    | Norvège               | Katusha               | 50 pts                |
| 9e                    | Perrig Quéméneur      | France                | Europcar              | 46 pts                |
| 10e                   | Edvald Boasson Hagen  | Norvège               | MTN-Qhubeka           | 45 pts                |
| modifier              |                       |                       |                       |                       |

### Classement du meilleur grimpeur
| Classement du meilleur grimpeur | Classement du meilleur grimpeur | Classement du meilleur grimpeur | Classement du meilleur grimpeur | Classement du meilleur grimpeur |
| ------------------------------- | ------------------------------- | ------------------------------- | ------------------------------- | ------------------------------- |
|                                 | Coureur                         | Pays                            | Équipe                          | Point(s)                        |
| 1er                             | Daniel Teklehaimanot            | Érythrée                        | MTN-Qhubeka                     | 4 points                        |
| 2e                              | Joaquim Rodríguez               | Espagne                         | Katusha                         | 2 pts                           |
| 3e                              | Michael Schär                   | Suisse                          | BMC Racing                      | 1 pt                            |
| 4e                              | Rafał Majka                     | Pologne                         | Tinkoff-Saxo                    | 1 pt                            |
| 5e                              | Thomas De Gendt                 | Belgique                        | Lotto-Soudal                    | 1 pt                            |
| 6e                              | Christopher Froome              | Royaume-Uni                     | Sky                             | 1 pt                            |
| modifier                        |                                 |                                 |                                 |                                 |

### Classement du meilleur jeune
| Classement général du meilleur jeune | Classement général du meilleur jeune | Classement général du meilleur jeune | Classement général du meilleur jeune | Classement général du meilleur jeune |
|                                      | Coureur                              | Pays                                 | Équipe                               | Temps                                |
| ------------------------------------ | ------------------------------------ | ------------------------------------ | ------------------------------------ | ------------------------------------ |
| 1er                                  | Peter Sagan                          | Slovaquie                            | Tinkoff-Saxo                         | en 26 h 41 min 2 s                   |
| 2e                                   | Warren Barguil                       | France                               | Giant-Alpecin                        | + 56 s                               |
| 3e                                   | Nairo Quintana                       | Colombie                             | Movistar                             | + 1 min 45 s                         |
| 4e                                   | Romain Bardet                        | France                               | AG2R La Mondiale                     | + 2 min 43 s                         |
| 5e                                   | Thibaut Pinot                        | France                               | FDJ                                  | + 6 min 7 s                          |
| modifier                             |                                      |                                      |                                      |                                      |

### Classement par équipes
| Classement par équipes | Classement par équipes | Classement par équipes | Classement par équipes |
|                        | Équipe                 | Pays                   | Temps                  |
| ---------------------- | ---------------------- | ---------------------- | ---------------------- |
| 1re                    | BMC Racing             | États-Unis             | en 80 h 3 min 34 s     |
| 2e                     | Etixx-Quick Step       | Belgique               | + 22 s                 |
| 3e                     | Tinkoff-Saxo           | Russie                 | + 1 min 44 s           |
| 4e                     | Sky                    | Royaume-Uni            | + 3 min 38 s           |
| 5e                     | AG2R La Mondiale       | France                 | + 5 min 44 s           |
| modifier               |                        |                        |                        |

## Abandons
- Tony Martin (Etixx-Quick Step)  : non-partant[3]
- Gregory Henderson (Lotto-Soudal) : non-partant[4]